# 交響金屬
交響金屬（Symphonic Metal），亦稱劇院金屬（Opera Metal）是哥德金屬和力量金屬演化出來的另一個支流。交響金屬往往以歌劇女高音作為主音，當然有時亦會採用低沉的男聲作主音。另外，樂團使用了歌劇式／交響樂式的主題，製造出宛如交響樂般的感覺。

## 音樂特色
交響金屬的音樂基礎是早期的哥德金屬、力量金屬和古典音樂。
吉他和貝斯聲線大致遵循哥德金屬的架構，再加上如黑金屬、死亡金屬、力量金屬或前衛金屬等其他金屬樂類型的演奏特色，有時還會加入其他的搖滾樂元素。另外，交響金屬的音樂中還會加入古典音樂元素，讓歌曲有「交響」感。樂團通常使用較簡單的搖滾元素，動聽而易記的旋律，提高聽眾對音樂的接受度。另一個特點是使用較高音調、更有旋律的吉他聲線，造成音樂的明亮感，而這也是力量金屬的特色之一。
鍵盤是交響金屬音樂中最重要的角色、音樂的焦點。相對於其他樂器，鍵盤是負責最為複雜、高難度技巧的部分。鍵盤在音樂中要演奏所有的古典音樂元素。有時樂團會在現場演出時使用交響樂團來代替鍵盤手的工作，而在錄音時偶爾會使用真實樂器去取代鍵盤的數位音效。
樂團會針對每首歌創作出合適的氣氛，氣氛通常由鍵盤主導，其他樂器則擔任輔助的角色。
歌詞內容非常廣泛，涵蓋了多種主題。歌詞時常受到力量金屬的影響，包含各種奇幻式的主題，或是典型的歌劇主題。如同哥德金屬，交響金屬中的歌詞時常會編排成概念專輯的形式與史詩般的風格。
交響金屬的樂團無論在形象上或是主唱，都大量的使用女性。目前主唱以女性居多，並常使用歌劇中次女高音的演唱方式。如同哥德金屬的男女雙主唱，有時交響金屬也會使用男性主唱擔任背景合聲。在歌曲中也會見到其他的演唱形式，但通常只是作為歌曲中的一種效果。使用男主唱的交響金屬樂團常見於交響力量金屬中。

## 起源與演進
交響金屬樂風最初是來自早期的旋律死亡金屬與哥德金屬樂團，他們在音樂中使用了交響元素。其中，聖獸樂團是第一組在現場使用交響樂團，將古典交響元素寫入音樂中的樂團。之後聖獸樂團逐漸退去了原有的死亡金屬色彩，運用更多的交響元素，形成後來為人所知的交響式的音樂基礎。
1997年，日暮頌歌與致命誘惑各自發行他們的第一張專輯，他們皆帶有聖獸樂團交響式的音樂特色。致命誘惑的曲風受到哥德金屬的影響。樂團的音樂重心是女主唱莎倫·丹·阿德爾的歌聲，使用鍵盤打造交響式的曲風，並大量減少男聲的使用。日暮頌歌的音樂也是類似的走向，運用相似於力量金屬的音樂，使用女主唱，搭配受到古典樂極大影響的鍵盤表現。 
2000年代初期，金屬界出現了許多交響金屬樂團。Rain Fell Within、萬世沉淪、黯黑史詩、曠野鷹豪樂團和伊甸之橋都在這期間發行專輯，展現出鍵盤與女主唱的音樂特色。這波交響金屬樂團的浪潮也開始受到力量金屬的影響，在歌詞上出現奇幻的主題，以及史詩般的鍵盤音樂。
一些原本是死亡金屬、毀滅金屬、哥德金屬、力量金屬，甚至是黑金屬的樂團，也被歸類到交響金屬中。雖然大部分人認為交響金屬是重金屬的一個次分類，但也有部分人提出質疑，認為交響金屬可被歸為任何一種重金屬次分類之中。無論如何，在歐洲這個各種重金屬音樂蓬勃發展的地區，交響金屬已越來越受到聽眾歡迎。再者，第一支交響金屬樂團也是來自歐洲，並在音樂中使用歐洲的交響樂團。

## 交響金屬分類

### 概要
交響金屬，可以是指任何一種金屬風格的樂團，用鍵盤作出近似交響樂、古典、或哥德主題的音樂。以「交響」作為金屬風格的分類已行之有年，然而交響金屬強調大規模的使用交響樂元素，若是樂團是將交響樂作為背景旋律，將被列在下面的次分類。

### 交響黑金屬
交響黑金屬近似於旋律黑金屬，但交響黑金屬使用鍵盤或樂器建立交響式的音樂。這分類也包括運用鍵盤產生氛圍，曲風類似交響金屬或哥德金屬的黑金屬樂團。交響元素對於這分類下的樂團是不可或缺的，而他們通常在整首歌中都會使用交響元素。
許多黑金屬的純粹派音樂家認為這風格與「黑金屬」無關，因為他們與一些受歡迎的哥德金屬樂團有太多相同之處。他們認為鍵盤、女主唱和其他哥德元素是與「正統」黑金屬是不一致的，造成交響黑金屬與哥德金屬樂團的混淆。主要受到爭議的樂團有幽冥大帝樂團、Thy Serpent、惡靈天皇與霧都魔堡樂團。

### 交響力量金屬
交響力量金屬是指大量使用鍵盤或樂器打造類似於交響金屬曲風的力量金屬樂團。與標準的力量金屬相比，這個額外的音樂元素是他們音樂的關鍵，不僅增加音樂上的層次，也帶來更多變化。
有時交響力量金屬被認為是交響金屬，也是力量金屬，是由於歌迷在使用「交響力量金屬」這個名稱上所產生的爭論。舉例來說，黯黑史詩融合了較多交響金屬元素，而日暮頌歌則帶有較多的力量金屬特色。

### 交響哥德金屬
受到 Peaceville 旗下的失樂園樂團、魔咒樂團和垂死新娘樂團的影響，荷蘭樂團致命誘惑在1996年成立。 之後，他們推出了首張專輯《Enter》，並緊接著發行EP《The Dance》。 這兩張作品運用了女主唱莎倫·丹·阿德爾的美麗嗓音與羅伯特·韋斯特霍爾特的野獸嘶吼。第二張專輯《大地之母》在2000年發行，專輯中去除了死腔，「展現莎倫·丹·阿德爾優秀的歌唱能力」。 這張專輯獲得商業上的成功，單曲《Ice Queen》登上比利時與家鄉荷蘭的排行榜冠軍。 第三張專輯《寂靜力量》在2004年推出，是一張「搭配大型管弦樂團與80人制合唱團，有野心的企畫」。 這張專輯在歐洲引起廣大迴響 並將「重金屬與女主唱的世界」介紹給「主流聽眾」。
致命誘惑所擁有的哥德金屬風格是結合了「硬搖滾的吉他力量與交響樂的宏偉壯觀」。 About.com 的評論家 Chad Bowar 描述他們的音樂是「主流搖滾旋律、古典樂的複雜性與深度、還有哥德金屬的黑暗面」的「最理想的平衡」。 致命誘惑在商業上的成功造成各地出現許多女主唱歌德樂團，特別是荷蘭。
另一個交響哥德金屬派別是荷蘭樂團萬世沉淪。 他們在2000年的首張專輯《Prison of Desire》是「結合前衛搖滾元素與古典管弦樂編制，搭配可怕的野獸嘶吼與稱職的歌劇女聲的一張作品。有勇氣，但仍有些缺陷。」。 2001年的第二張專輯《Decipher》，吉他手 Sander Gommans 認為是與致命誘惑同樣的音樂風格。 
創始成員，吉他手 Mark Jansen 在這張專輯發行後數個月離團。 
Jansen 組成了另一個結合哥德與交響金屬的樂團黯黑史詩。 
首張專輯《魅影幻象》在2003年推出，結合了 Jansen 的死腔與「受過正統訓練，有著天使般音色」的次女高音 Simone Simons。 
黯黑史詩的音樂被認為是「結合黑暗，強烈的哥德氛圍與誇大的交響音樂」。 
如同致命誘惑與萬世沉淪， 黯黑史詩也同樣使用整組管弦樂團。 
2007年的專輯《完美陰謀》成功登上他們家鄉的排行榜。
另外，芬蘭交響力量金屬樂團日暮頌歌 也在2004年的專輯《恍如隔世》中，引進了哥德元素， 
特別是《Wish I Had an Angel》這首歌曲。 
在2007年推出的《Dark Passion Play》，他們持續將原有的「誇大、交響式、電影般的」音樂風格與哥德氛圍結合在一起。 
來自瑞典的聖獸樂團也在他們在2007年發行的《Gothic Kabbalah》中，在原有的交響金屬風格中加入哥德元素。

## 交響金屬樂隊列表
- 萬世沉淪（After Forever）
- Chthonic
- 黯黑史詩（Epica）
- 德蘭樂團（Delain）
- Galneryus
- Nemesea （页面存档备份，存于）
- Matenrou Opera
- （Nightwish）
- 狂想曲樂團（Rhapsody of Fire）
- Sariola
- 六翼天使（Seraphim）
- Skylark
- （Within Temptation）